# Stack Overflow
Stack Overflow és una pàgina web, el principal lloc web de la Xarxa Stack Exchange, creada el 2008 per Jeff Atwood i Joel Spolsky. Va ser creat per ser una alternativa més oberta als fòrums com Experts-Exchange. El nom per la pàgina web va ser escollit en votació l'abril 2008 per lectors de Coding Horror, un blog de programació popular d'Atwood.
La pàgina web serveix com a plataforma pels usuaris per preguntar i respondre preguntes, i, a través de l'afiliació i participació activa, per votar preguntes i respostes amunt o avall i editar qüestions i respostes en una manera similar a un wiki o Digg. Els usuaris de Stack Overflow poden guanyar punts de reputació i "plaques"; per exemple, a una persona se li atorguen 10 punts de reputació per rebre un vot "amunt" en una resposta donada a una pregunta, i pot rebre plaques per contribucions valorades, el qual representa una classe de ludificació del tradicional fòrum. Tot el contingut generat per l'usuari té llicència de Creative Commons Attribute-ShareAlike.
Des de l'abril de 2014, Stack Overflow té més de 4,000,000 usuaris registrats i més de 10,000,000 qüestions, amb 10,000,000 preguntes celebrades a finals d'agost de 2015. Basat en els tipus d'etiquetes assignades a preguntes, els vuit tòpics més utilitzats en el lloc són: Java, JavaScript, C#, PHP, Android, jQuery, Python i HTML.
Tancar les preguntes és una diferenciació principal de Yahoo! Respostes i una manera d'impedir qüestions de baixa qualitat. El mecanisme va ser revisat el 2013; les qüestions editades després de ser marcades "en espera" ara apareixen en una llista de revisió. Jeff Atwood va declarar el 2010 que les qüestions duplicades no són vistes com al problema sinó que constitueixen un avantatge si aquestes qüestions addicionals redirigeixen el trànsit extra a la pregunta principal.

## Història
La pàgina web va ser creada per Jeff Atwood i Joel Spolsky el 2008. El 31 de juliol de 2008, Jeff Atwood va enviar de les invitacions que animaven els seus abonats a participar en la beta privada de la pàgina web nova, limitant el seu ús a aquells disposats a provar el nou programari. El 15 de setembre de 2008 va ser anunciat que la versió de beta era oberta al públic per buscar assistència sobre assumptes de programació. El disseny del logo de Stack Overflow va ser decidit per un procés de votació.
Des de l'abril de 2014, Stack Overflow té més de 4,000,000 usuaris registrats i més de 10,000,000 qüestions, amb 10,000,000 preguntes celebrades a finals d'agost de 2015. Basat en els tipus d'etiquetes assignades a preguntes, els vuit tòpics més utilitzats en el lloc són: Java, JavaScript, C#, PHP, Android, jQuery, Python i HTML.
El 3 de maig de 2010 va ser anunciat que Stack Overflow havia aconseguit 6 milions de dòlars de capital d'un grup d'inversors dirigits per Union Square Ventures.

## Concepte
És un fòrum de preguntes i respostes sobre programació d'ordinadors.
La pàgina web serveix com a plataforma pels usuaris per preguntar i respondre preguntes, i, a través de l'afiliació i participació activa, per votar preguntes i respostes amunt o avall i editar qüestions i respostes en una manera similar a un wiki o Digg. Els usuaris de Stack Overflow poden guanyar punts de reputació i "plaques"; per exemple, a una persona se li atorguen 10 punts de reputació per rebre un vot "amunt" en una resposta donada a una pregunta, i pot rebre plaques per contribucions valorades, el qual representa una classe de ludificació del tradicional fòrum. Tot el contingut generat per l'usuari té llicència de Creative Commons Attribute-ShareAlike.